# Sauce veloutée
Pour la soupe, voir Velouté.

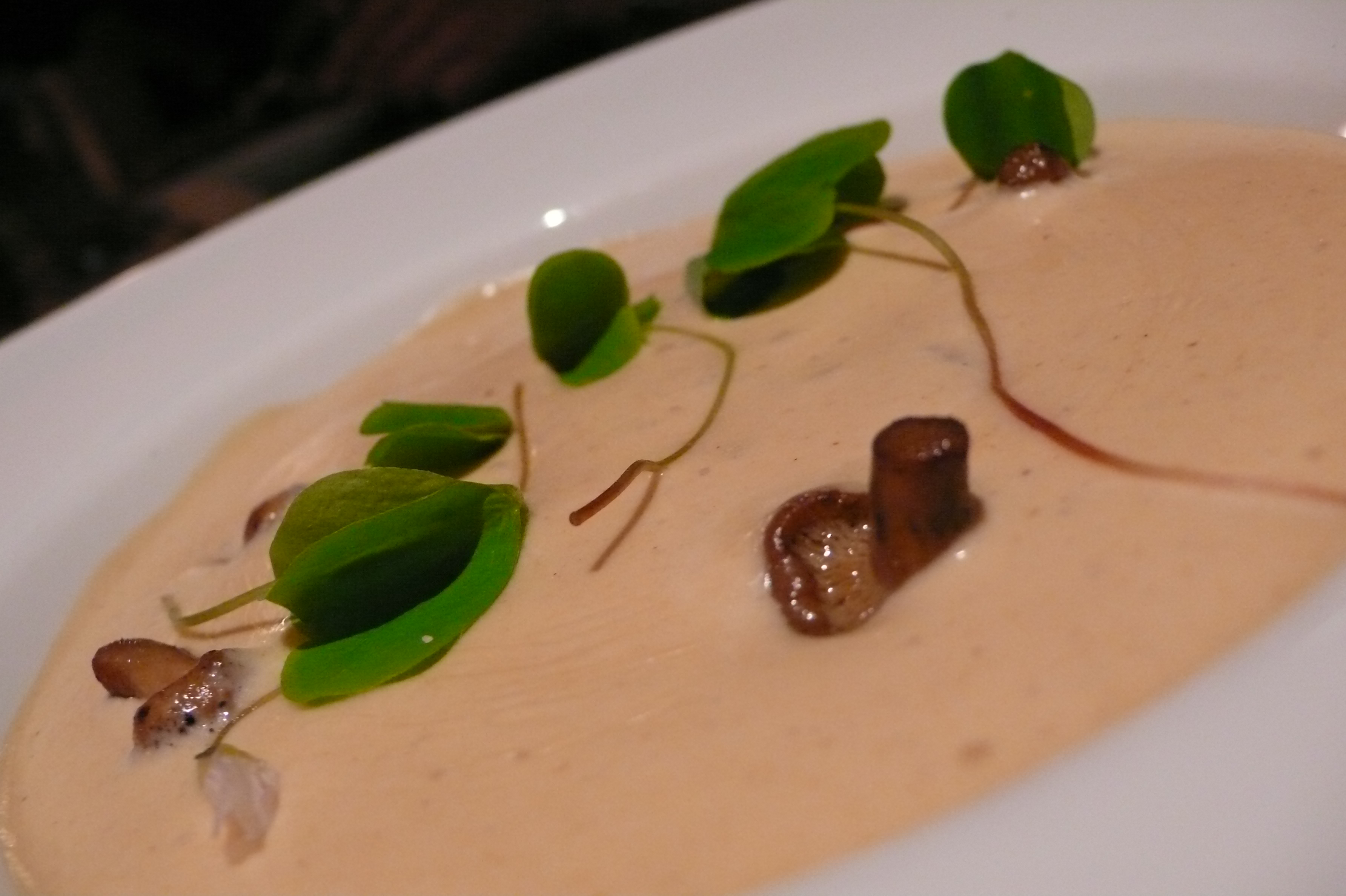
Sauce veloutée.

La sauce veloutée est une sauce que l'on prépare en cuisant des viandes (ou des poissons) et des oignons dans un consommé avant de les lier à l'aide d'un roux blanc,. Selon le fond utilisé, la sauce veloutée prend le nom du fond, par exemple pour un fond de poulet : velouté de poulet.
On trouve déjà le terme « velouté » dans Le Nouveau Cuisinier royal et bourgeois, de François Massialot, en 1729, mais c'est dans l'expression « crème veloutée », qui désigne un entremets (avec amandes, ou bien chocolat). Le velouté moderne apparaît dans Le Cuisinier impérial d'André Viard, en 1806.

## Dérivés
- Sauce Albuféra
- Sauce allemande
- Sauce au jus de viande
- Sauce normande
- Sauce suprême